# Приморский парк (Таганрог)
Приморский парк — городской парк в Таганроге.

## История парка
Приморский парк был устроен в Таганроге в начале 1960-х годов на месте бывшего карьера расположенного рядом с кирпичным заводом. К 1950-м годам лучшая и наиболее доступная часть сырья была выработана и карьер закрыли. Образовавшаяся территория с очень неудобным рельефом, близкими грунтовыми водами была крайне неудобна для возведения жилых домов. Парк строился коллективами предприятий Октябрьского района Таганрога, особенно комбайнового завода и Завода им. Димитрова.
К 1965 году здесь уже росло 633 дерева и было установлено первое оборудование в городке аттракционов. Официальное открытие Приморского парка состоялось в июне 1966 года. В 1970-е в парке имелось 2700 деревьев (в том числе более 500 хвойных пород), около 7000 кустарников, более 1000 кустов роз. И в последующие годы продолжалась высадка декоративных кустарников и большого количества цветов, парк благоустраивался. На базе танцевальной веранды и детских игровых площадок велась большая культмассовая работа.
Значительным преимуществом Приморского парка является то, что в его комплекс входит и Приморский пляж. Прямо из парка на побережье спускается каменная лестница. Тесное сочетание парковой и пляжной зоны обеспечивает наилучший отдых посетителям.
Комплекс Приморского парка занимает площадь свыше 19 га. Всё хозяйство обслуживают 25 штатных работников, число которых летом увеличивается за счёт сезонных рабочих.
В начале 2010-х годов частично вырублены деревья в западной части парка для строительства жилых домов.

## Аллея якорей
В мае 2014 года в Приморском парке состоялось торжественное открытие памятного знака «Пограничникам всех поколений». Памятный знак состоит из морского якоря и пограничного столба, на котором закреплена табличка с гербом страны.
В июле 2015 года в Приморском парке состоялось торжественное открытие «Аллеи якорей», которая расположилась за ранее установленным памятного знака «Пограничникам всех поколений». На аллее разместили шесть якорей петровских времён, которые были ранее подняты со дна Азовского моря и Таганрогского залива.

## Современное состояние
В парке с 2017 года поэтапно продолжается капитальная реконструкция инфраструктуры и благоустройство в рамках программы «Формирование современной городской среды». Были отремонтированы большинство лестниц и спусков, уложено новое покрытие дорожек из плитки, установлены малые архитектурные формы и организованы детские и спортивные площадки. Планируется реконструкция подпорных стен и волнорезов пляжа.